# Smoljanovci
Smoljanovci is een plaats in de gemeente Velika in de Kroatische provincie Požega-Slavonië. De plaats telt 5 inwoners (2001).